# فرودگاه بلگراد نیکولا تسلا
فرودگاه بلگراد نیکولا تسلا (به انگلیسی: Belgrade Nikola Tesla Airport) (به زبان بومی: Аеродром Београд - Никола Тесла) یک فرودگاه همگانی مسافربری با کد یاتا BEG است که یک باند فرود آسفالت و بتن دارد و طول باند آن ۳۴۰۰ متر است. این فرودگاه در شهر بلگراد کشور صربستان قرار دارد و در ارتفاع ۳۳۶ فوت (۱۰۲ متر) متری از سطح دریا واقع شده‌است.

## شرکت‌های هواپیمایی و مقصدهای پروازی

### مسافری
The following airlines operate regular scheduled and charter flights as of July 2017:
| شرکت‌های هواپیمایی                             | مقصدهای پروازی |
| --------------------------------------------- | --- |
| ایجین ایرلاینز اجرا توسط المپیک ایر           | آتن |
| آئروفلوت                                      | شرمتیوو |
| ایر قاهره                                     | غردقه |
| ایر صربیا                                     | ابوظبی (پایان در ۲۷ اکتبر ۲۰۱۷)، اسخیپول آمستردام، آتن، بانیا لوکا، رفیق حریری بیروت، برلین تگل، بروکسل، هنری کواندا، کپنهاگ، دوسلدورف، فرانکفورت، هامبورگ، لارناکا، لیوبلیانا، هیترو لندن، میلانو مالپنسا، شرمتیوو، جان اف کندی، شارل دوگل پاریس، پودگوریتسا، پراگ رازیون، لئوناردو دا وینچی-فیومیچینو، سارایوو، اسکندر کبیر اسکوپیه، صوفیه، استکهلم-آرلاندا، اشتوتگارت، بن گوریون، سالونیک، مادر ترزای تیرانا، تیوات، ونیز مارکو پولو، وین، زاگرب، زوریخ فصلی: دوبروونیک، مالت، اورکید سنت. پل دا اپوستل، پولا، پالکوو، اسپلیت |
| آلیتالیا                                      | لئوناردو دا وینچی-فیومیچینو |
| AlMasria Universal Airlines                   | چارتر فصلی: غردقه |
| هواپیمایی ارکیا                               | فصلی: بن گوریون |
| اطلس گلوبال                                   | آتاترک |
| آسترین ایرلاینز                               | وین |
| ایر صربیا اجرا توسط ایر صربیا                 | چارتر فصلی: آنتالیا، آتن، بارسلونا-ال پرات، میلاس-بودروم, کاتانیا-فونتاناروسا، سفلوونیا، خانیا، کورفو, النفیضه حمامات، جیرونا-کاستا براوا، هراکلین, ملی جزیره کارپتاس، لامتزیا ترمه، لمنز، پالرمو، پالما د مایورکا، ملی اکتیون، رود، فدریکو فلینی، سمس، ملی سادورینی، ملی جزیره اسکیاتوس، سالونیک، زاکینثوس |
| بلاویا                                        | بوداپست فرنک لیست، مینسک |
| هواپیمایی کرواسی                              | فصلی: اسپلیت |
| easyJet Switzerland                           | ژنو |
| الین‌ایر                                       | فصلی: هراکلین چارتر فصلی: سالونیک |
| هواپیمایی اتحاد                               | ابوظبی |
| یورو وینگز                                    | فصلی: اشتوتگارت |
| فلای‌دبی                                       | دوبی |
| هاینان ایرلاینز                               | پکن، پراگ رازیون (آغاز هردو از ۱۵ سپتامبر ۲۰۱۷) |
| شرکت هواپیمایی اسرایر                         | بن گوریون |
| لوت پولیش ایرلاینز                            | شوپن ورشو |
| لوفت‌هانزا                                     | فرانکفورت |
| لوفت‌هانزا رجینال اجرا توسط لوفت‌هانزا سیتی‌لاین | مونیخ |
| مونته‌نگرو ایرلاینز                            | پودگوریتسا، تیوات |
| نروجین ایر شاتل                               | گاردرموئن اسلو فصلی: استکهلم-آرلاندا |
| پگاسوس ایرلاینز                               | صبیحه گوکچن |
| هواپیمایی قطر                                 | حمد |
| هواپیمایی قشم                                 | چارتر فصلی: امام خمینی |
| سوئیس اینترنشنال ایرلاینز                     | زوریخ |
| تاروم                                         | هنری کواندا |
| ترانساویا.کام                                 | اسخیپول آمستردام |
| تونس ایر                                      | تونس قرطاج چارتر فصلی: منستیر – حبیب بورقیبه |
| ترکیش ایرلاینز                                | آتاترک |
| ویولینگ                                       | فصلی: بارسلونا-ال پرات |
| ویز ایر                                       | بازل-مولوز-فرایبورگ اروپا، باووایس-تیلی، دورتموند، آیندهوون، فریدریش هافن، گوتنبرگ-لاندوتر، هانوفر، کارلسروهه/بادن-بادن، لارناکا، لوتن لندن، مالمو، مالت، ممینگن، استکهلم-اسکاوستا فصلی: نورنبرگ |

### باری
The following cargo airlines serve the airport on a regular basis as of October 2016:
| شرکت‌های هواپیمایی     | مقصدهای پروازی |
| --------------------- | -------------- |
| ای‌اس‌ال ایرلاینز سوئیس | کلن بن، صوفیه  |
| Swiftair              | کلن بن، صوفیه  |